# Inès Gaches-Sarraute
Inès Gaches-Sarraute   (Auriac de Vendinèla, 14 de març de 1853 - Maisons-Laffitte, segle XX), nascuda Adélaïde Clotilde Joséphine Victoire Gaches, va ser una metgessa francesa, famosa com a fabricant de cotilles pel desenvolupament de la cotilla «Belle Époque» o «recta davant».
Aquesta cotilla s'anomena a Anglaterra «Eduardiana» (anomenada així pel rei de l'època Eduard VII (1901-1910), ja que també hi havia la cotilla «Victoriana», anomenada així perquè es va portar durant el regnat de la reina Victòria (1837-1901)). A altres països anglosaxons s'anomena «straight front».
Inès Gaches-Sarraute va anomenar el seu invent «cotilla abdominal».

## Biografia
Inès Gaches-Sarraute va quedar vídua als 23 anys d'edat de Paul Sarraut, un empleat de Tolosa el cognom del qual va conservar afegint una -e, i es va traslladar després a París on es va tornar a casar l'any 1893.
Llicenciada en medicina, aquesta metgessa, preocupada per una millor cura de la dona, es va comprometre, a finals del segle xix, a reformar la cotilla de manera raonada, comprenent i respectant millor l'anatomia de la dona. Fins aleshores, la cotilla de «rellotge de sorra» (vers 1830-1900), que estrenyia la cintura deixant molt espai als malucs i a la part baixa de l'abdomen, tenia com a conseqüència que els òrgans interns i la pell tendien a moure's cap avall amb el pas dels anys, provocant ptosi i protuberàncies de la part inferior de l'abdomen. Aquesta problemàtica ja s'havia tingut en compte amb la invenció de la cotilla amb busk cap a l'any 1880, el fons de la qual es va eixamplar i arrodonir per tal d'acomodar millor el ventre i oferir-li més suport; però encara no n'hi havia prou.

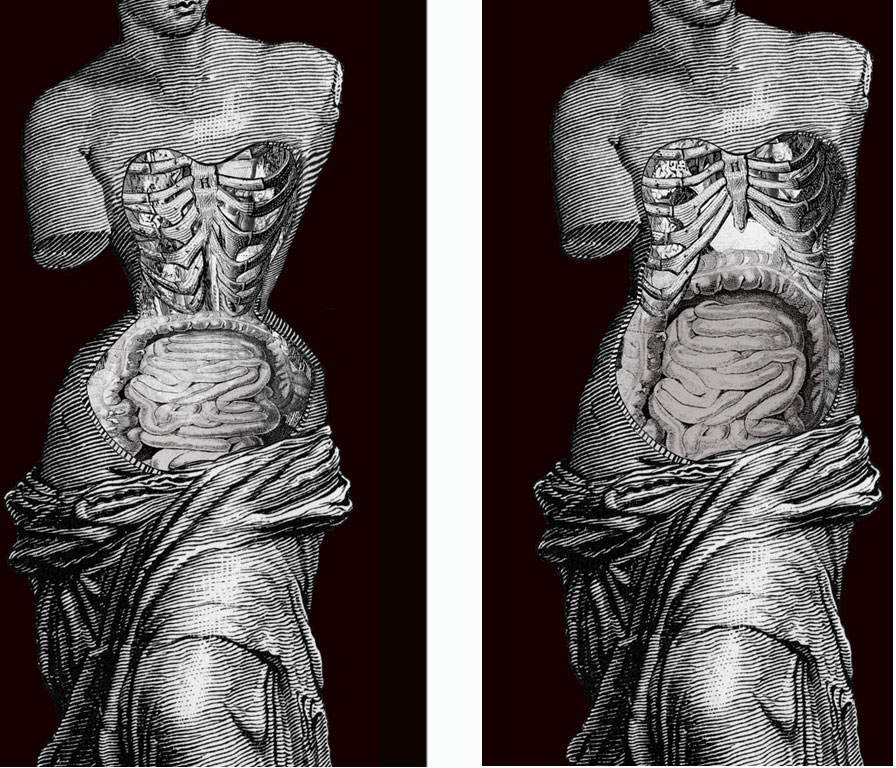
Efectes de la cotilla en el cos femení. Imatge de l'exposició permanent del Museu Valencià d'Etnologia

Inès Gaches-Sarraute va començar a treballar en un nou patró de cotilla, de tall ben diferent, on la pressió exercida sobre la cintura i l'abdomen era ara cap amunt, i ja no empenyia els òrgans interns cap avall.
Perfectament recta i extremadament rígida, la nova cotilla amb busk fins i tot empenyia la part inferior de l'abdomen cap a dins, alhora que feia inflar el pit. Com a conseqüència, l'«excés» de carn ja no es troba al fons del ventre sinó als malucs (projectats cap enrere), i la silueta es torna molt arquejada, força altiva i encara més elegant. Va ser aquesta cotilla la que va donar a les siluetes femenines de la Belle Époque el seu encant característic.

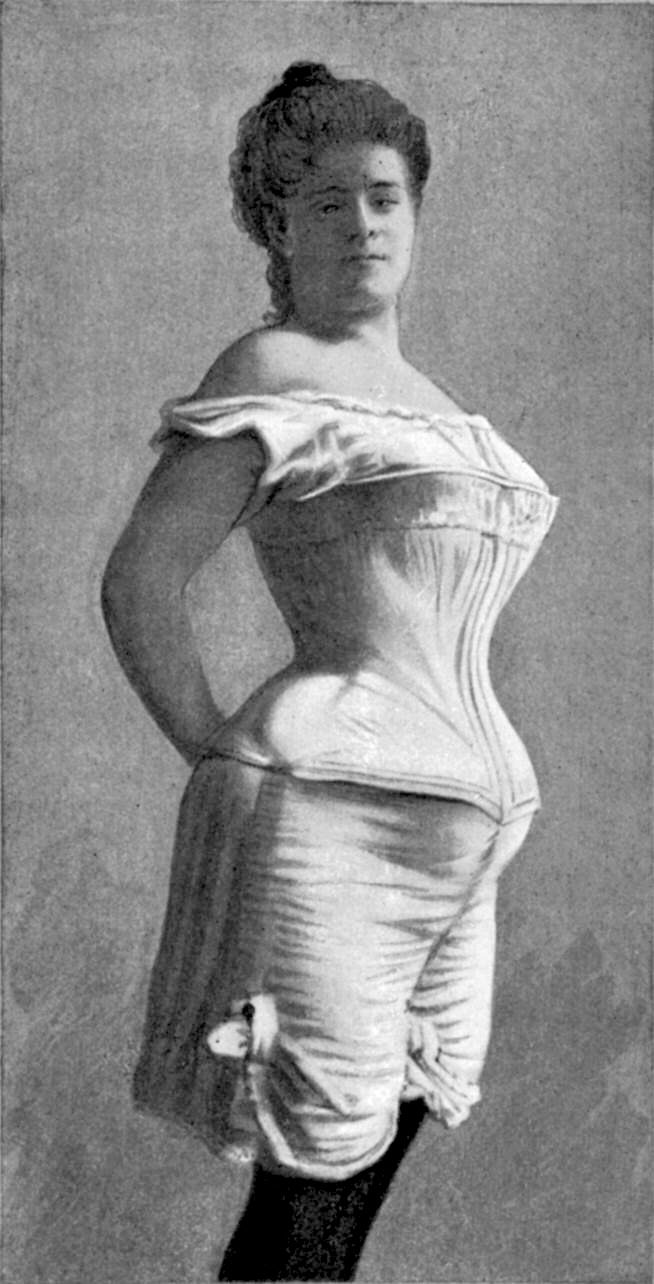
Forma de les antigues cotilles de forma de «rellotge de sorra»
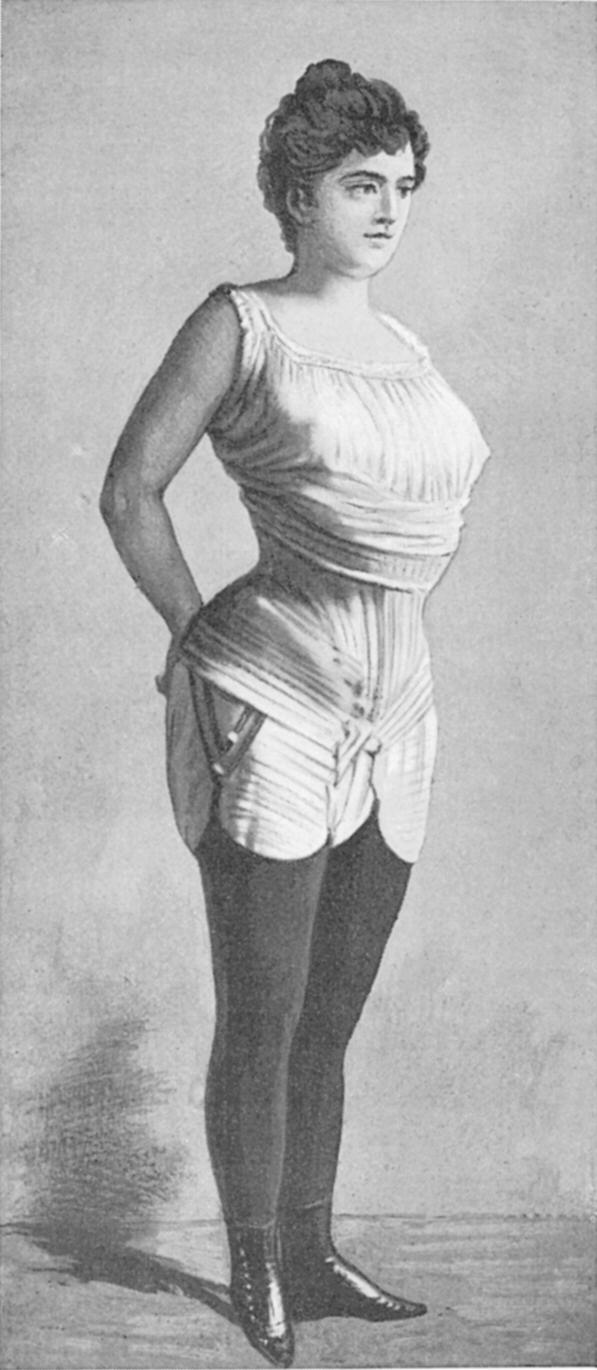
Dona normal amb la cotilla Gaches-Sarraute
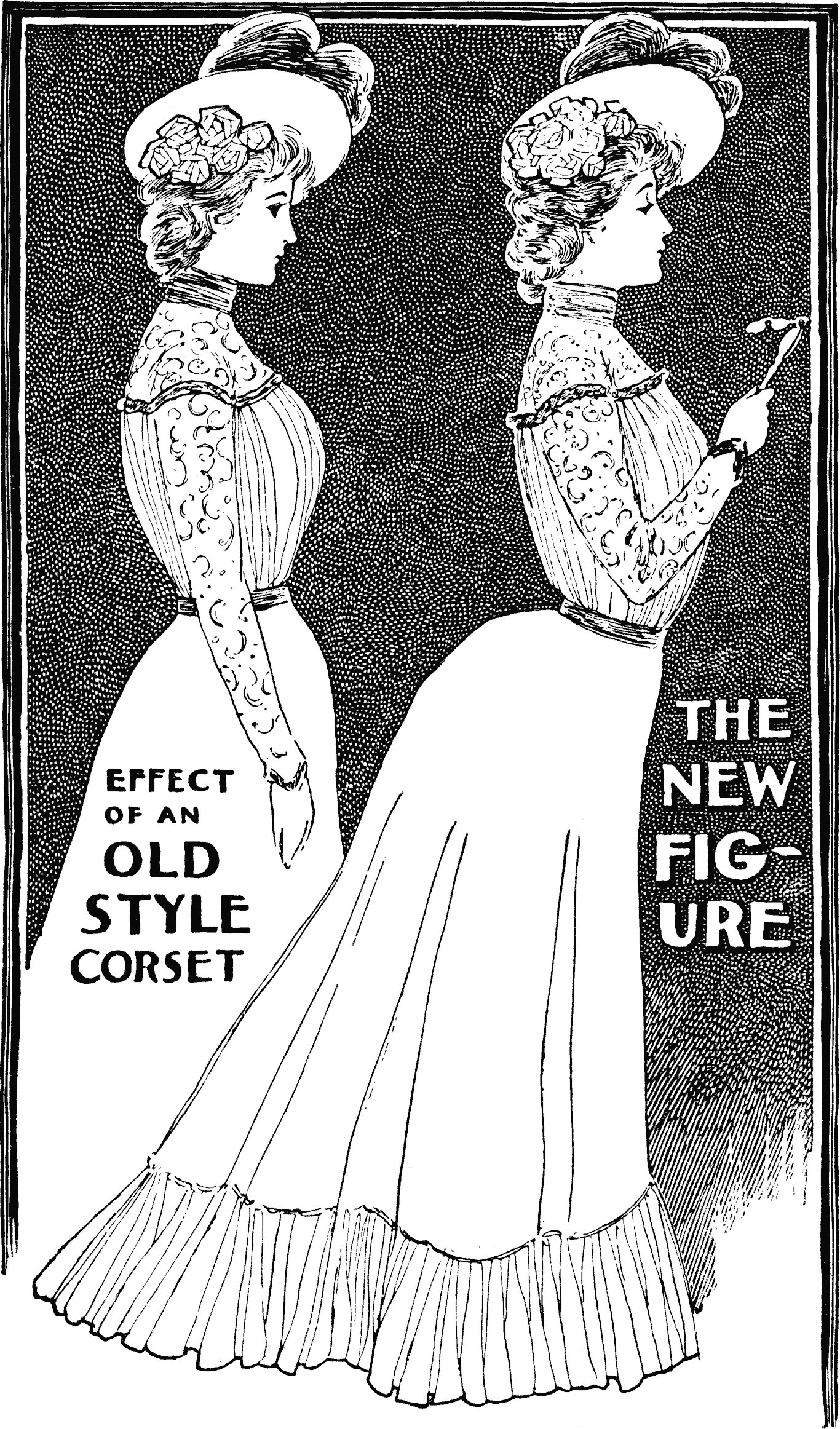
Comparació de siluetes amb els dos estis de cotilles

Inès Gaches-Sarrautes va presentar les seves reflexions i investigacions en un llibre publicat l'any 1900 per l'editorial Masson, Le Corset : étude physiologique et pratique (La cotilla: estudi fisiològic i pràctic).
Dissenyada inicialment de manera higiènica, aquesta nova cotilla es va adoptar molt ràpidament arreu del món, i les dones ràpidament es van adonar que amb ella podien obtenir una cintura encara més esvelta. També es va descobrir que no era tan perfecte com això i va provocar altres problemes: mal d'esquena (molt arquejada als ronyons), problemes amb la part inferior de l'abdomen que, certament, ja no era ptosi sinó aixafada...
No va durar gaire des que el la cotilla va desaparèixer a la dècada del 1920 per donar pas a les beines elàstiques (que no va ser una ruptura sinó simple evolució).

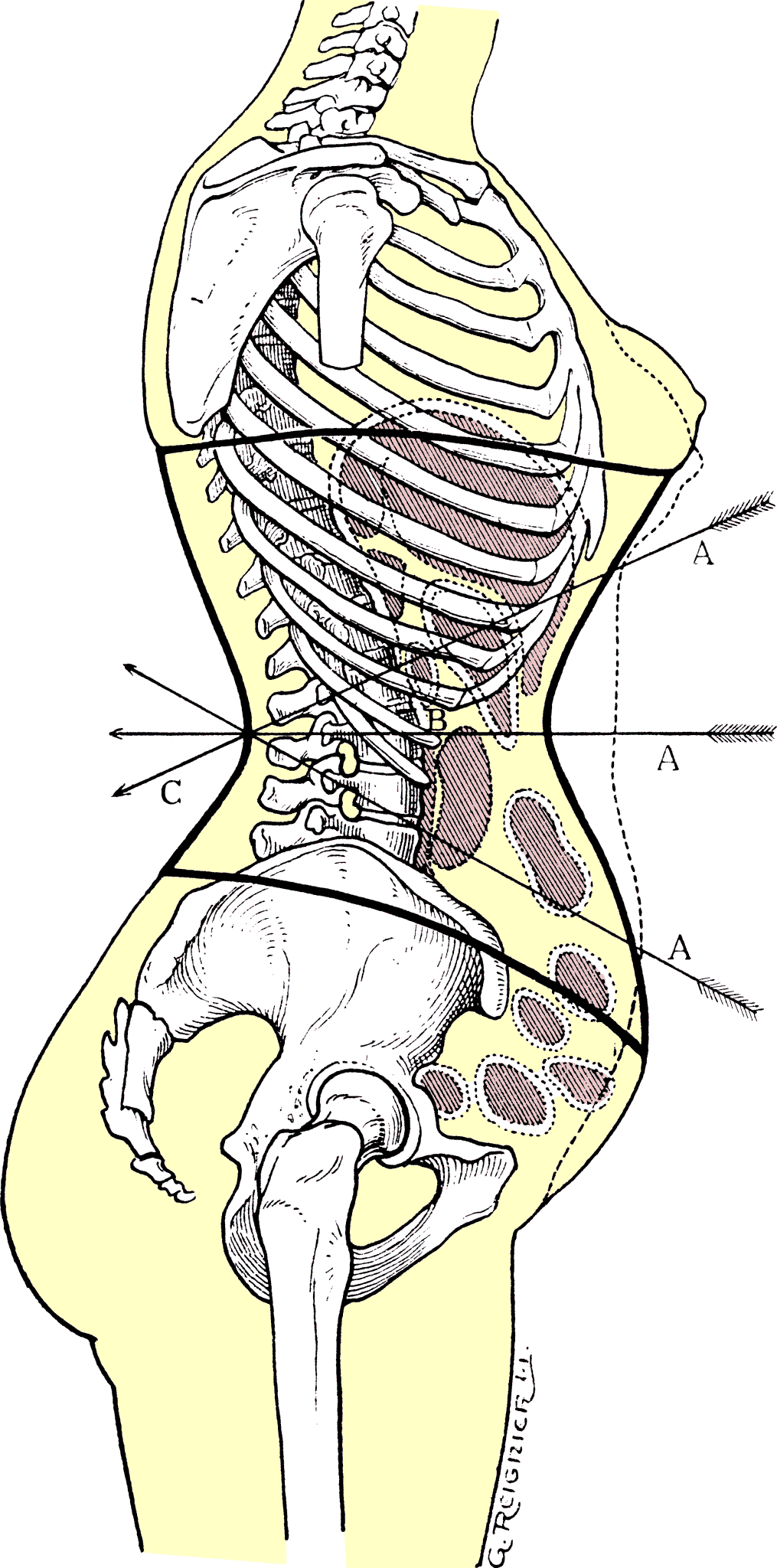
Efecte d'una cotilla clàssica
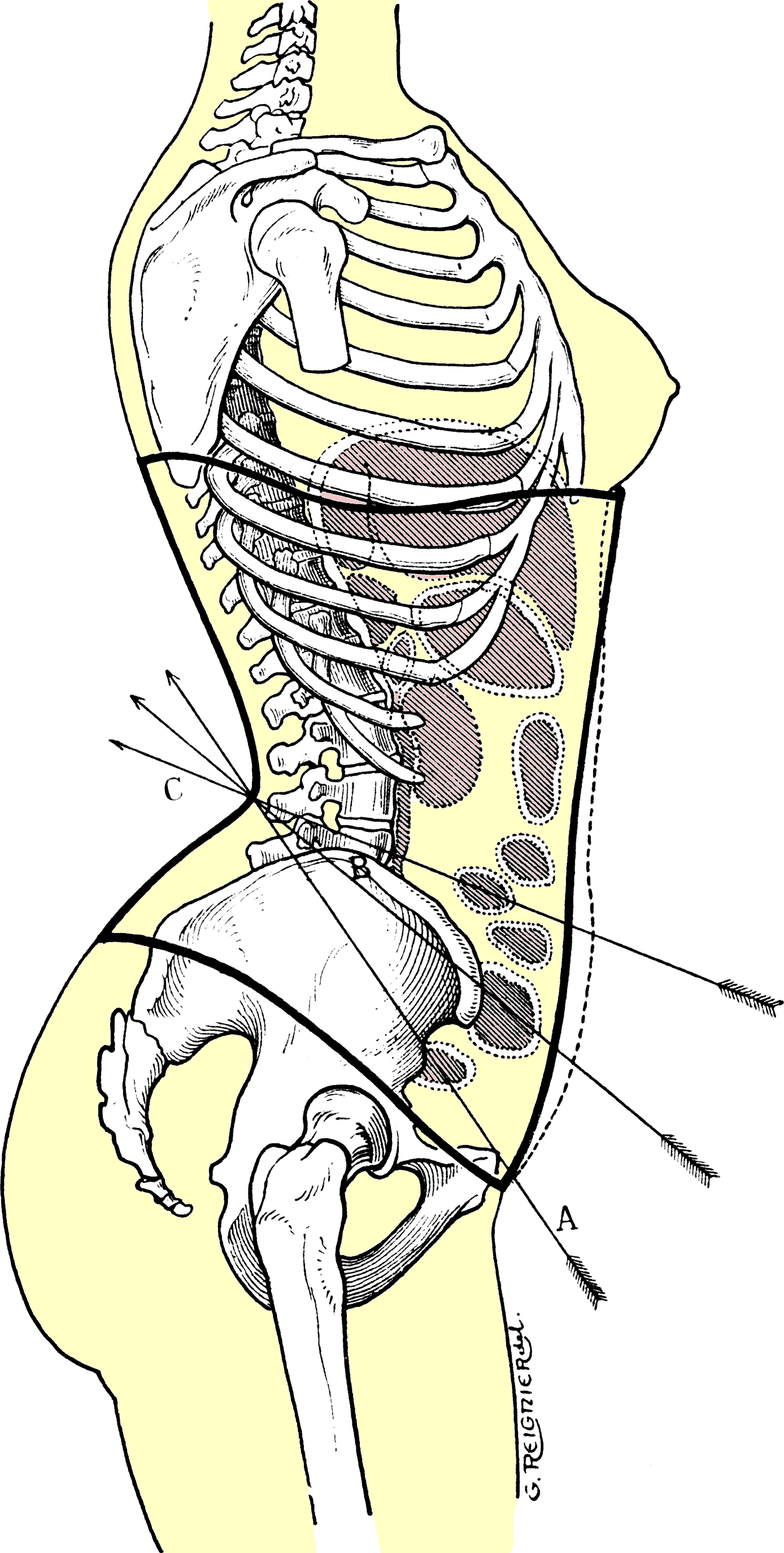
Efecte d'una cotilla nova o abdominal

Actualment, les cotilles modernes més habituals que fan els fabricants de cotilles són les cotilles de «rellotge de sorra», no les cotilles «straight front». Són molt més fàcils de portar quan no s'està acostumada, són millors per a l'esquena, no presenten absolutament cap risc si són ajustades moderadament i es desgasten amb relativa poca freqüència. Alguns fabricants de cotilles encara fan «cotilles 1900» per als amants de la silueta en forma de S, característica d'aquest tipus de peces.

## Publicacions
- Gâches-Sarraute, Inès. Restauration du périnée, historique, indications, procédés, par Mme Inès Gâches-Sarraute… (en francès).  Paris: A. Delahaye et E. Lecrosnier, 1885.
- Gâches-Sarraute, Inès. Du Traitement palliatif du cancer utérin inopérable, par Mme Gâches-Sarraute… (en francès).  Paris: impr. de A. Davy, 1886.
- Gâches-Sarraute, Inès. L'Exposition d'hygiène urbaine, par Mme Gâches-Sarraute… (en francès).  Paris: impr. de A. Davy, 1886.
- Gâches-Sarraute, Inès. L'Hygiène du corset... par Mme le Dr Gâches-Sarraute… (en francès).  Paris: impr. de G. Maurin, 1896.
- Gâches-Sarraute, Inès. Le Corset, étude physiologique et pratique, par Mme Gâches-Sarraute… (en francès).  Paris: Masson, 1900.